# Oscar Fetrás
Oscar Fetrás, geboren als Otto Friedrich Faster (* 16. Februar 1854 in Hamburg; † 10. Januar 1931 ebenda), war ein deutscher Komponist und Dirigent.

## Leben
Fetrás wurde als Sohn des Hamburger Herausgebers eines Börsen-Magazines, Matthias Faster, geboren. Die väterliche Linie stammt aus Bützfleth – heute Stade bei Hamburg. Der Großvater Kapitän Faster aus Bützfleth kam beim Untergang seines Schiffes Ceres 1828 ums Leben. Seine Mutter Amalie Margarethe, geborene Decker, stammt aus einem alten Geschlecht der Nordseeinsel Sylt, zu dem der Freiheitskämpfer Uwe Jens Lornsen gehörte.
Nach einer musikalischen Ausbildung und einer kaufmännischen Lehre war Otto Faster Prokurist der Hamburger Reederei Carl Laisz. (Flying P-Liner)
Neben diesem Beruf betrieb Otto Faster eine kleine Walzerkapelle, die abends und an Wochenenden in Hamburg aufspielte.
Otto Faster wählte sich als Künstlernamen das Anagramm Fetras aus Faster und veränderte seinen Vornamen in Oscar. Ab 1883 war er nur noch als Musiker tätig. Dabei widmete er sich ausschließlich der Tanz- und Unterhaltungsmusik.
Mit seinem 1888 komponierten Walzer Mondnacht auf der Alster wurde Oscar Fetrás weltberühmt. Er erhielt zahlreiche Auszeichnungen, unter anderem vom Deutschen Kaiser. Auch die Hamburger Wirtschaft zeichnete ihn mit einem Ehrenpreis aus, einer wertvollen Bronze-Statue des römischen Gottes Merkur des französischen Bildhauers Marius Montagne. Diese Statue ist der einzig noch existierende Gegenstand aus dem Besitz von Oscar Fetrás. Alles andere ging bei Bombenangriffen im Zweiten Weltkrieg im Uhlenhorster Fährhaus verloren, einem beliebten Restaurant mit Ballsaal in Hamburg-Uhlenhorst. Hier spielte Fetrás ab 1884 langjährig als Orchesterdirigent mit seiner eigenen Kapelle. Mit ca. 300 Werken, zu denen vor allem Walzer (z. B. Uhlenhorster Kinder, Veilchen am Wege, Harvestehuder Schwalben), Märsche (Nur fest, Wandervögel, Freikugeln) und Potpourris (Tirol in Lied und Tanz, Erinnerungen an Joseph Strauß, Operetten-Revue) gehören, wurde Fetrás der angesehenste Komponist der leichten Muse aus Hamburg. Er war Mitglied der Société des Auteurs in Paris.

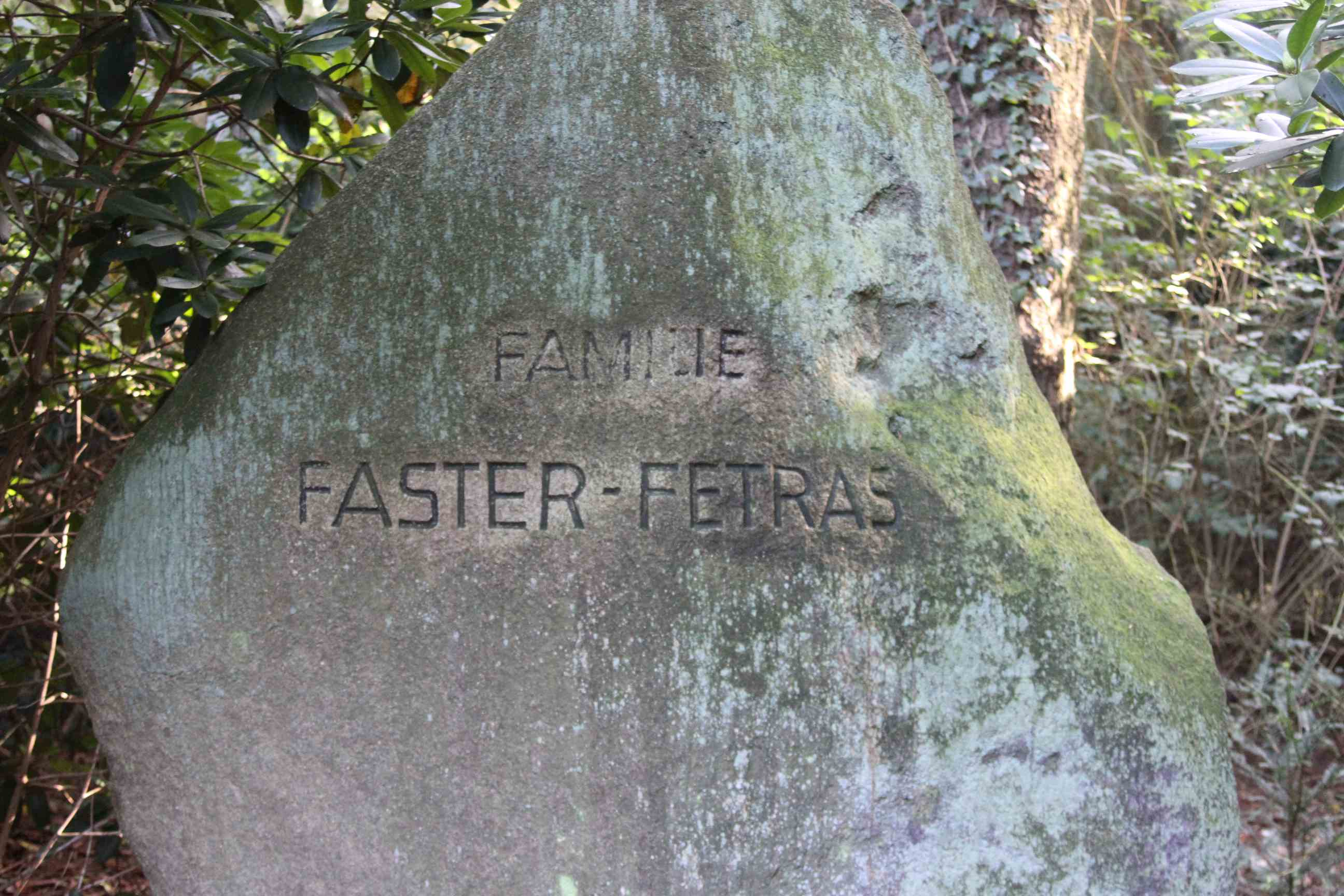
Grabstein von Oscar Fetrás auf dem Friedhof Ohlsdorf

Fetrás blieb zeitlebens unverheiratet. Er starb 1931 in Hamburg. Sein Andenken ist fast vergessen. In Hamburg-Meiendorf ist der Fetrasweg nach ihm benannt. Auf dem Hamburger Friedhof Ohlsdorf findet sich sein Ehrengrab. Das Leben und Werk Oscar Fetrás' wurde von Friedhelm Kuhlmann in dem umfangreichen Werk Es gab mehr als die Mondnacht auf der Alster recherchiert und niedergelegt.